# Livehörspiel

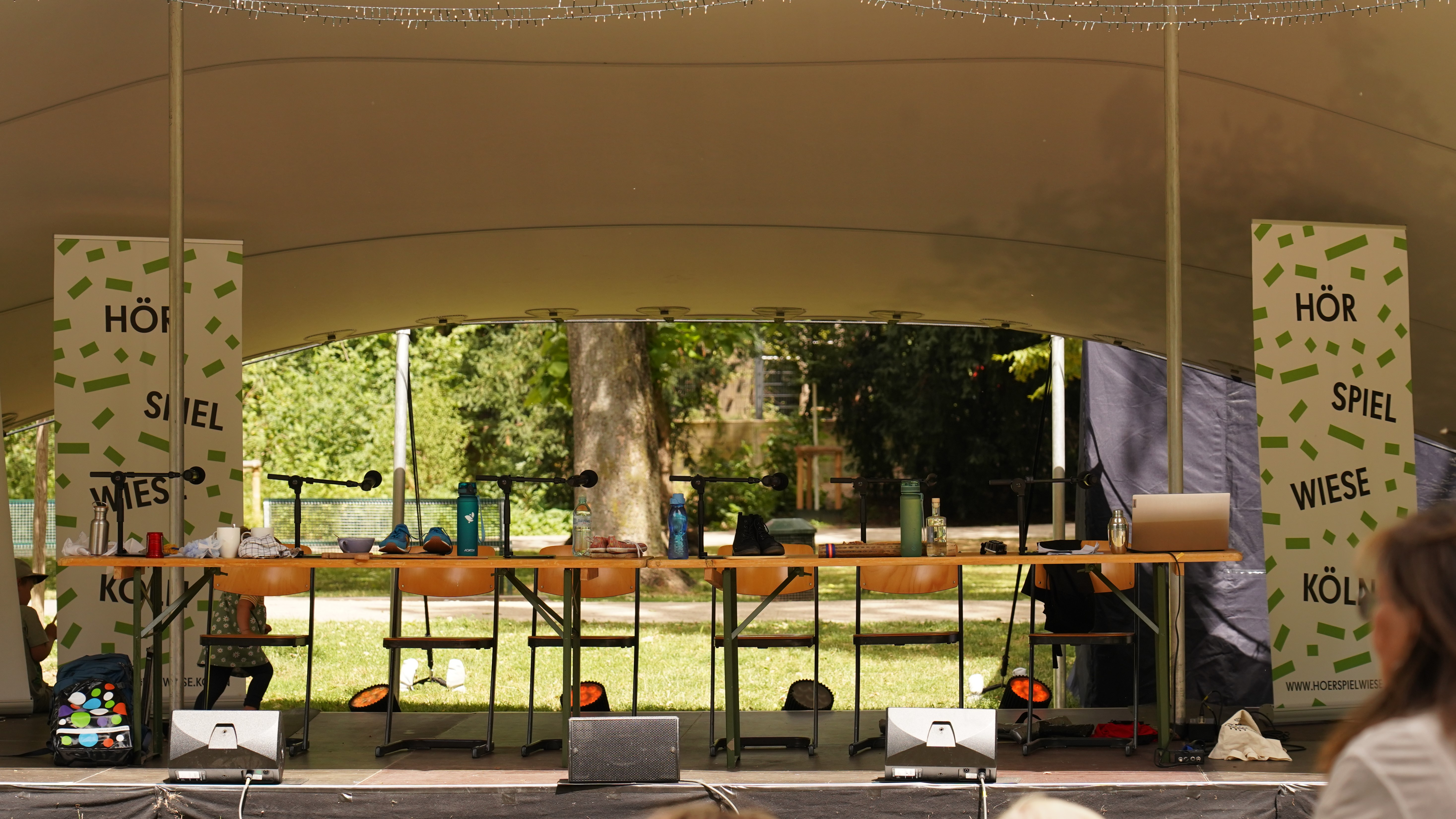
Bühne der Hörspielwiese Köln: ein Hörspielfestival, bei dem viele Livehörspiele vorgeführt werden

Ein Livehörspiel (oder auch Live-Hörspiel) ist eine spezielle Form des Hörspiels, bei der die gesamte (oder ein großer Teil der) Aufführung in Präsenz vor einem Publikum stattfindet. Im Gegensatz zu normalen Hörspielen, die im Studio produziert und bearbeitet werden, wird das Livehörspiel auf einer Bühne aufgeführt. Unterstützt werden die Auftritte oft mithilfe von Schauspielern, Musikern und/oder Geräuschemachern.
In einem Livehörspiel hat das Hören Vorrang gegenüber dem Sehen – was den Unterschied zum Schauspiel ausmacht; Zuhörer und Zuschauer können mit ihren Augen verfolgen, wie Geräusche und Klänge auf der Bühne entstehen.
Das Zusammenspiel der vielen verschiedenen Elemente ermöglicht eine differenzierte und vielseitige Aufführung. Die Kombination aus Live-Performance, Geräuschen und Musik sorgt für ein Hörerlebnis, das sich von vorproduzierten Formaten unterscheidet.
Livehörspiel ist wie Digitalisierung und Interaktivität ein Stichwort für ästhetische Neuerungen in den 1990er Jahren, auch wenn damit für Produktionspraxis und Diskurs bereits bekannte Bereiche berührt werden.

## Live-Hörspiele (Auswahl)
1985 gründeten die beiden Komponisten, Autoren und Regisseure Isabella Bordoni und Roberto Paci Dalò die Medien-Theatergruppe Giardini Pensili und wurden besonders durch ihre Live-Hörspiele bekannt. 1994 wurde das Livehörspiel Apocalypse Live (BR, Bayerisches Staatsschauspiel) von Andreas Ammer und FM Einheit auf der Münchner Marstall-Bühne uraufgeführt, und mit dem Hörspielpreis der Kriegsblinden ausgezeichnet. 1997 entstand von Andreas Ammer, FM Einheit und Ulrike Haage, basierend auf der Odyssee, ein „akustisches Road-Movie“, das Livehörspiel erzählt die Geschichte der Raumfahrt nach und trägt den Titel Odysseus 7 – Radio Space Opera. 2020 wurde das Live-Hörspiel Das tapfere Schneiderlein von Johanna Steiner auf der Bühne der ufaFabrik Berlin aufgeführt, dabei führt ein Geräuschemacher dem Publikum live vor, wie die verschiedenen Geräusche für Film und Hörspiel entstehen. 2021 kreierte Schorsch Kamerun exklusiv für die ARD-Hörspieltage das Live-Hörspiel Unerhörter Sound, wo es um die Frage ging, ob Kunst unter den Einschränkungen der COVID-19-Pandemie weiter wirkungsstark Fragen stellen kann?